# 1992年上海
|        | 上海历史 |
| 世紀： | 19世紀上海 \| 20世紀上海 \| 21世紀上海                                                                                     |
| 年代： | 1960年代上海 \| 1970年代上海 \| 1980年代上海 \| 1990年代上海 \| 2000年代上海 \| 2010年代上海 \| 2020年代上海               |
| 年份： | 1988年上海 \| 1989年上海 \| 1990年上海 \| 1991年上海 \| 1992年上海 \| 1993年上海 \| 1994年上海 \| 1995年上海 \| 1996年上海 |
| 紀年： | 壬申年（猴年）、上海开埠149周年、上海设市65周年                                                                            |

## 主要官员

### 党委
- 市委书记：吴邦国

### 人大
- 人大常委会主任：叶公琦

### 政府
- 市长：黄菊

### 法院
- 院长：顾念祖

### 检察院
- 检察长：石祝三

### （党）纪委
- 书记：张定鸿→张惠新

### 政协
- 主席：谢希德

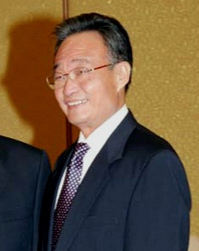
市委书记吴邦国
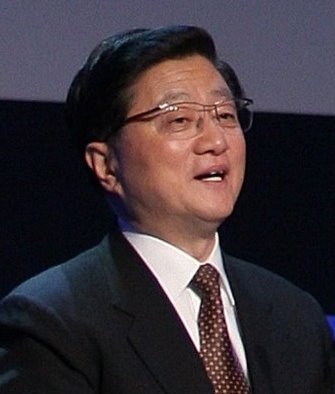
市长黄菊

## 大事记

### 1月
- 1月2日，因连续出现-6.6℃低温和连续冰冻，全市1万多个屋顶水箱受冻，大面积水管冻裂，5.4万户居民断水。

- 1月3日，上海28名科学家新入选中国科学院学部，成为学部委员。

- 1月7日～10日 中共上海市委书记吴邦国、市长黄菊率团访问浙江省北仑港和舟山，并签署《关于上海、浙江两省市进一步加强合作的会谈纪要》。

- 1月15日～18日，中共中央总书记江泽民视察浦东新区、宝钢、地铁、南浦大桥、杨浦大桥、莘松高速公路、合流污水治理工程和合资企业爱梯恩梯公司等。

- 1月18日，上海汽车行业举行万人誓师大会。市政府提出汽车作为上海第一支柱产业，要抓紧时间大力发展，年内生产轿车6万辆。

- 1月19日～*2月1日，上海在全国首次发售股票认购证。3月2日股票认购证首次摇号揭晓，全市中签21.4万张。

- 1月23日，上海土地工作会议召开，提出年内扩大有偿使用土地改革。

- 1月24日，国务院发出关于上海市进一步开发开放浦东的通知，给予浦东5项新的优惠政策。

- 1月25日
  - 浦东地区主干道之一杨高路拓宽改建工程开工。12月8日竣工通车。
  - 上海浦西结合旧区改造第一块批租的土地打浦桥斜三基地土地使用权出让。

- 1月28日，市场零售鲜蛋、食糖取消凭票供应办法，实行敞开供应。

- 1月31日～2月20日，邓小平在沪视察。在沪期间发表一系列重要谈话，与在武昌、深圳、珠海等地的谈话一起，组成著名的南方谈话。还指出“我看上海一年会有一个变化，三年会有大变化”。2月2日和杨尚昆在沪迎新春佳节。

### 2月
- 2月2日，上海联合纺织实业有限公司转制为股份有限公司，为上海首家中外合资股份公司。

- 2月10日，外滩交通综合改造工程开工。次年12月25日竣工。

- 2月18日，市政府办公厅印发《关于完善商业企业经营机制，推进“六自主”改革问题的通知》（“六自主”即经营活动、商品定价、劳动用工、工资分配、投资发展、机构设置自主）。

- 2月19日，上海水泥（集团）公司成立。

- 2月25日，全国第一套亚临界大型火电设备吴泾工程首台30万千瓦机组投产发电。

- 2月29日，上海市农村工作会议召开，提出要加快改革开放步伐，向城郊型农业和农村经济新目标迈进。

### 3月
- 3月5日～14日，1992年中国华东出口商品交易会（第二届华交会）在上海举办，总成交13.32亿美元。

- 3月10日，市政府举行1992年上海对外开放和浦东开发新闻发布会。市长黄菊宣布国务院又给予浦东新区扩大5类项目审批权限，增加5个方面资金筹措权，提出开发浦东要打好“中华牌”、“世界牌”。

- 3月14日，乌兹别克斯坦总统伊·卡里莫夫访问上海。

- 3月15日，市百一店和华联商厦分别组成企业集团市百一店（集团）公司、上海华联商厦（集团）公司。

- 3月16日，南京西路商业街改造工程动工。

- 3月20日，国务院总理李鹏在全国人大七届五次会议所作的《政府工作报告》中指出，“上海浦东新区是今后十年开放开发的重点。要进一步加强基础设施建设，创造良好的投资环境，建设一些投资效益好的项目，通过上海浦东的开放开发，带动长江三角洲地区乃至整个长流域经济的发展，逐步使上海发展成为远东地区经济、金融、贸易中心之一。”

- 3月20日，市政府发行5亿元浦东债券。

- 3月25日，日本第一劝业银行上海分行开业。

- 3月 全市原来凭票证供应的日用工业品全部敞开供应。

### 4月
- 4月3日，俄罗斯上海国际贸易公司在圣彼得堡成立。

- 4月6日，静安区人民法院公开审理上海市首起股票诈骗案，诈骗犯王惠国被判有期徒刑4年。

- 4月7日，上海石油化工总厂第三期工程建成。一、二、三期工程共建成58套生产装置，14个分厂及相配套工程和生活设施，形成年加工原油530万吨、合成纤维53万吨、塑料30万吨、油品100余万吨的生产能力。

- 4月11日，北京东路71号街坊土地批租在沪签约，总地价5800万元，是全市总地价最高的项目，为运用土地批租改造旧城区进行突破性尝试。

- 4月13日，市政府下放技术改造项目审批权，千万元以下项目由区、县政府自行审批。

- 4月17日，宝钢二期工程建成投产。工程总投资172亿元。

- 4月18日，上海石油化工总厂30万吨乙烯工程建成投产。工程始建于1985年5月。

- 4月27日，上海市市长黄菊率中国代表团到美国，参加纪念中美《上海公报》发布20周年活动，并于5月4日访问旧金山市。

### 5月
- 5月4日，市政府召开新闻发布会，宣布浦东新区10项特优政策。

- 5月5日，上海大众汽车有限公司被评为第五届全国十大最佳合资企业。

- 5月6日，市长黄菊应邀访问日本大阪府、大阪市，并顺访横滨和东京。

- 5月10日
  - 江苏路拓宽工程开工。次年9月25日通车。
  - 蒙古政府总理达希·宾巴苏伦抵沪访问。

- 5月15日，上海市和埃及亚历山大省结为友好省市。

- 5月15日～25日，1992年上海市艺术节举行。

- 5月18日，市政府颁布《上海市股份有限公司暂行规定》。

5月18日～6月2日 中共上海市委书记吴邦国率考察团到广东、海南两省学习考察。
- 5月28日
  - 全国第一家国家级期货市场上海市金属交易所开业，铜、铝、铅、锌、锡、镍和生铁期货获准上市。
  - 市政府就旧城改造，提出放权给区，用多种形式加快旧城改造。
  - 市场零售猪肉取消凭票定量供应办法，敞开供应。
  - 南京东路等闹市区商店营业时间开始延至晚上10时。

- 5月29日，上海第一家外地证券机构浙江省证券公司上海营业部开张。

- 5月31日，上海市证券管理委员会成立。

- 本月，受市公积金管理中心委托，中国建设银行上海分行向4名缴住房公积金的职工发放全国第一批政策性个人住房公积金贷款。

### 6月
- 6月1日，外汇期货交易在上海外汇调剂中心试办成功。

- 6月2日，上海电气联合公司等中标菲律宾匹那英根30万千瓦燃煤发电机组工程项目，为上海首次承建国外电站。

- 6月9日，市财办提出对小型商业企业采取改、转、租、包、卖、连、股份制等7种改革方法。

- 6月25日
  - 铁路上海站不夜城项目启动。港沪发展有限公司以1.31亿美元取得面积5.7万平方米的50年土地使用权，建造建筑总面积32.4万平方米的楼宇。
  - 上海市第一座利用长江水源的水厂月浦水厂一期工程投入运行，并网通水，日供水能力10万立方米。

- 6月27日，上海第一家科技人员自筹资金创办的科技经济机构上科实验研究所成立。

- 6月30日，上海第一家私营对外合作企业中美合作上海好来喜食品公司成立。

- 本月市政府公布第六批市级文物保护单位和纪念地名单，共14处。

### 7月
- 7月7日，市政府决定，长江三角洲及沿海地区省市参与浦东开发可获8方面优惠。

- 7月14日
  - 中外合资股份制上海氯碱化工股份有限公司成立。
  - 上海市第一百货商店以9.5亿元年销售额，名列1991年度全国百家最大零售店之首。
  - 上海组装的首架MD-83客机返销美国。至次年4月13日完成5架MD-83飞机返销合同。

- 7月17日，新西兰驻上海总领事馆开馆。

- 7月22日，上海市城市建设投资开发总公司成立，其主要职责是受市政府委托，多渠道筹措和管理城市建设资金。

- 7月25日，经国家教委批准，民办高校杉达学院成立，由上海交通大学、北京大学、清华大学3校教师联办。

- 7月28日，上海张江高科技园区开发公司成立，园区规划面积17平方公里。

- 7月29日，上海运动员庄泳在第二十五届奥运会上获得100米自由泳金牌，并打破奥运会纪录，为中国游泳项目首次在奥运会获金牌。31日上海运动员杨文意获奥运会女子50米自由泳金牌，并打破其保持的世界纪录。

- 7月31日，上海中央商场白桦国际招商市场开业，主要面向独联体和东欧客商。

### 8月
- 8月5日，中国科学院上海原子核研究所在世界上首次发现新核素铂-202。

- 8月8日，全国第一家以个人名字命名的文化企业谢晋-恒通影视有限公司成立。

- 8月11日，全国首家土地估价所上海土地估价所成立。

- 8月18日
  - 世界广场大厦在浦东奠基。为上海第一幢全钢骨架结构的高层建筑，高199米。
  - 联合国亚太地区裁军与安全问题上海研讨会在沪召开。
  - 上海台湾城开张。

- 8月20日，上海长征二号丁火箭首发成功。

- 8月23日，全国城市卫生、环境综合整治检查团第一团在沪对上海市创建国家卫生城市活动进行全面检查，总评价为上海城市整体卫生质量达到历史最高水平。

- 8月25日，上海德勤会计事务所成立，为上海第一家中外合资会计师事务所。

- 8月26日，上海印度洋国际卫星标准地球站通过邮电部验收，上海开通直达欧洲的卫星电路。

- 8月28日，中共上海市委、市政府发出《关于发展科学技术，依靠科技进步，振兴上海经济的决定》。中共上海市委和市政府提出上海科技工作的重点是高新技术产业化，大力发展高新技术支柱产业，确定计算机及其应用、生物工程与医药产业为上海重点培育的高新技术产业。

### 9月
- 9月1日，市税务局对全市个体、私营经济税收政策实行重大调整，暂停所得税加成征收，对企业富余人员从事个体经营免征一年所得税。

- 9月6日，中山医院成功施行成人肾脏移植到儿童身上的肾移植手术，为全国首例。

- 9月8日，上海石油天然气公司成立，经营东海平湖油气田开发。

- 9月9日，纳米比亚总统萨姆努乔马访问上海。

- 9月11日，上海市试行上海质量标志制度。

- 9月18日，综合性地方英文报《上海英文星报》试刊。

- 9月25日，上海浦东海关设立。

- 9月26日
  - 内环线一期主体工程开工。次年12月20日高架路建成通车，1994年12月7日全线建成。全长48公里，其中浦西段29.2公里为连续高架道路。
  - 撤销上海县和原闵行区，建立新的闵行区。

- 9月28日，上海第一八佰伴有限公司获准在浦东开办，为全国首家中外合资零售企业。

- 9月30日
  - 上海首批街头磁卡电话亭在浦东新区开通使用。11月22日浦西装用首批19部磁卡话机。
  - 韩国总统卢泰愚访问上海。

- 是月 全国第一家外资保险公司美国友邦保险公司上海分公司成立。12月11日开业。

- 是月 中共中央政治局委员、中共上海市委书记吴邦国率中国共产党代表团访问印度、新加坡和泰国。

### 10月
- 10月5日，全国最大的证券公司国泰证券有限公司上海总部开业。

- 10月6、7日，上海市市长国际企业家咨询会议举行第四次会议，110多名外宾出席会议。

- 10月8日
  - 上海港与法国马赛港结为友好港。
  - 南非非洲人国民大会主席纳尔逊·曼德拉访问上海。

- 10月11日，嘉定县撤县建区。

- 10月12日，中共中央总书记江泽民在中共十四大报告中提出：以浦东开发开放为龙头，进一步开放长江沿岸，尽快把上海建成国际经济、金融、贸易中心之一。

- 10月15日
  - 市政府发布《上海市待业保险暂行规定》，11月1日起施行。
  - 沪青平公路西段改建工程竣工。次年4月22日东、中段扩建工程竣工。公路全长53.2公里，为上海首条一级国家公路。

- 10月19日，浦东新区建立。并且撤销川沙县。

- 10月23日，上海第一家中外合资房地产股份制企业上海房产开发经营股份有限公司成立。

- 10月27、28日，日本天皇明仁和皇后美智子访问上海。

- 10月27日，上海大型艺术团首次赴台湾交流演出。

- 10月28日，上海东方广播电台开播。

- 是月 中共十四大上，中共中央作出“以上海浦东开发开放为龙头，进一步开放长江沿岸城市，尽快把上海建成国际经济、金融、贸易中心之一，带动长江三角洲和整个长江流域地区经济的新飞跃”的重大决策。

### 11月
- 11月1日，上海市公安局建全国首支公安巡警队，在街上执勤。

- 11月2日，乌克兰总统克拉夫丘克访问上海。

- 11月5日，首项中外合作旧房改造项目静安区张家宅旧房改建样板房工程开始实施。

- 11月6日，中国国际信托投资（香港集团）有限公司投资上海延安东路隧道复线、房地产开发、交通运输、120万千瓦电站的签字仪式在沪举行。

- 11月7日，摩尔多瓦总统米尔恰·斯涅古尔访问上海。

- 11月7～12日 举办第四届上海电视节，35个国家和地区的近400家电视台、制片公司等参加。

- 11月9日，上海首家中外合资银行上海巴黎国际银行成立。1993年10月28日开业。

- 11月10日，上海巴士实业股份公司成立，上海公交客运开始多家经营。

- 11月15～22日 中共中央总书记江泽民在上海考察。

- 11月18日
  - 上海市颁布新的户口政策，规定凡持有工作寄住证人员可办理暂住户口，并享受常住户口人员有关待遇。
  - 上海第一家民办博物馆四海壶具博物馆开放。

- 11月19日，中共上海市委、市政府在川沙召开首次浦东新区干部大会，宣布成立中共浦东新区工作委员会和管理委员会（筹），作为市委、市政府派出机构行使相应职权。

- 11月22日
  - 中共中央总书记江泽民在上海会见来访的土库曼斯坦总统尼亚佐夫一行。
  - 零点07分，上海市电话交换机容量突破100万门，割接开通获成功。

- 11月24日，段和段律师事务所成立，为上海首家归国留学生开办的律师事务所。

- 11月25日，上海市人才服务中心成立。

- 11月26日，市人大常委会第32次会议审议通过《上海市浦东新区总体规划方案》、《浦东新区国民经济和社会发展十年规划和“八五”计划纲要》。

### 12月
- 12月3日，全国最大的有线电视光缆传输网在徐汇区建成开通。
- 12月4日
  - 捷克和斯洛伐克驻上海总领事馆闭馆。
  - 市长黄菊率团访问英国、香港。
- 12月5日，第二届上海国际动画电影节开幕。
- 12月6日，上海煤炭交易所开业。
- 12月15～20日 中共上海市第六次代表大会举行。确定上海实现产业结构战略性调整，将原来上海经济发展的顺序从“二、三、一”调整为“三、二、一”，优先发展第三产业，积极调整第二产业，稳定提高第三产业。提出全市工业重点发展轿车、电子和通信（后改通信信息设备）、电站（后改电站成套设备及大型机电设备）、钢铁、石化和精细化工等6大支柱产业。选出第六届中共上海市委员会和新一届上海市纪律检查委员会。选举吴邦国为市委书记。
- 12月22日，在沪28家中资、外资和中外合资金融机构组成上海市银行（外汇）同业协会。
- 12月26日，上海有线电视台成立并开播。
- 12月30日，淮海路商业街改造工程竣工。改造工程始于当年2月4日。
- 12月31日，大光明电影院修建工竣恢复营业，在全市第一家达到四星级影院标准。

- 下半年 上海市打假治劣办公室成立。

- 是年 市郊共有2920个村实行合作医疗，覆盖率占98%。

- 是年 长宁、黄浦、闸北试办民办中学。